# Estilo libre (álbum de Gepe)
Estilo libre es el quinto álbum de estudio de Gepe fue lanzada el iTunes, CD y vinilo el 10 de agosto de 2015

## Lista de canciones
1. Marinero Capitán
2. Hambre (feat. Wendy Sulca)
3. TKM
4. Punto Final
5. Melipilla
6. Invierno (feat. La La)
7. Fiesta Maestra
8. Siempre Quiero Lo Que No Tengo
9. Piedra Contra Bala
10. Ser Amigos
11. A la Noche
12. Vivir (feat. Javiera Mena)